# 오쿠보촌 (가나가와현)
오쿠보촌(일본어: 大窪村)은 일본 가나가와현 아시가라시모군에 있던 촌이다. 

## 지리
가나가와현 서부, 현재의 오다와라시 중앙부에 위치하며 하야카와 강 북안 지역을 차지한다.

## 역사
- 1889년 4월 1일 - 정촌제 시행에 의해 4촌의 구역을 가지고 아시가라시모군 오쿠보촌이 성립하였다.
- 1940년 12월 20일 - 아시가라정, 오다와라정, 하야카와촌 및, 사카와정의 일부와 합병해 오다와라시가 성립해, 동일 오다와라정은 폐지되었다.

## 행정
- 정사무소 청사는 1928년에 지어진 당시 청사 건축에서 볼 수 있는 서양식 목조 2층 건물로, 현재도 오다와라 시청 오쿠보 지소로 사용되고 있다(오다와라시 이타바시 179-5).
- 이치카와 분지로는 이타바시촌 시절인 1888년에 오다와라 하야카와 상수 분수 사건으로 오다와라정과 협상을 벌인 인물이다.

## 교통

### 도로
- 국도 제1호선 (구 도카이도)

### 철도노선
- 다이유잔 철도(현 이즈하코네 철도 다이유잔선)
  - 철도선
- 오다와라 정내선

1935년에 위의 두 노선이 개통되기 전까지는 하코네 등산 철도 궤도선이 촌내를 지나고 있었다

## 참고 문헌
- 角川日本地名大辞典編纂委員会,『角川日本地名大辞典 神奈川県』1984, 角川書店